# Universitat José Eduardo dos Santos
La Universitat José Eduardo dos Santos (UJES) és una universitat pública d'Angola, multicampi, amb seu a la ciutat de Huambo.
La universitat va sorgir del desmembrament del campus Huambo de la Universitat Agostinho Neto enmig de les reformes de l'ensenyament superior angolès que es van produir els anys 2008 i 2009. Té la seva àrea d'actuació restringida a les províncies de Huambo, Moxico i Bié.

## Història
La tradició històrica de la UJES està interlligada a la creació dels Estudos Gerais Universitários de Angola (iniciats a Luanda en 1962). En 1966 Huambo passa a allotjar la "Delegação dos Estudos Gerais de Angola em Nova Lisboa", ofertant els cursos universitaris de Medicina Veterinària i d'Agronomia i Silvicultura. En 1968 la Delegació de Nova Lisboa passa a estar vinculada a la "Universitat de Luanda".
Em juny de 1974 l'Alt Comissari Silva Cardoso i l'aleshores Ministre d'Educació del Govern de Transició desdoblaren la Universitat de Luanda en tres universitats, amb la delegació local transformant-se en Universidade de Nova Lisboa. Manuel Rui Alves Monteiro en fou designat com a rector, però aquesta configuració va durar poc temps.
A partir de 1976 la "Delegació de Huambo" passa a ser vinculada a nova Universitat d'Angola (actual Universitat Agostinho Neto), ja en el cor de la independència del país.
En 1980 el campus dona lloc a l'Instituto Superior de Ciência de Educação (ISCED) de Huambo, per decret n. 95 de 30 d'agost del Consell de Ministres.
Durant el període 2008/2009, en el marc del programa d'educació superior del Govern d'Angola, d'acord amb l'article 16 del Decret núm. 7/09 del 12 de maig, és creada la Universidade José Eduardo dos Santos (UJES), com a Institució pública d'ensenyament superior, des de l'elevació de l'ISCED d'Huambo.

## Infraestructura
La universitat té les següents Unitats Orgàniques:

### Facultat de Ciències Agràries
Amb seu a Huambo, la FCA reuneix els següents cursos:
- Enginyeria forestal
- Enginyeria agronòmica
  - Màster en Agronomia i Recursos Naturals
  - Màster en Producció i Tecnologia d'Aliments

### Facultat de Dret
Amb seu a Huambo, la FDA té els següents cursos:
- Dret civil
- Dret econòmic
- Dret Polític
  - Màster en Dret Jurídic-Civil

### Facultat d'Economia i Comptabilitat
Amb seu a Huambo, la FEC reuneix els següents cursos:
- Comptabilitat i auditoria
- Economia amb especialització en Direcció d'Empreses
  - Màster en Ciències Empresarials
  - Màster en Comptabilitat, Fiscalitat i Finances Empresarials

### Facultat de Medicina
Amb seu a Huambo, FDM reuneix el següent curs:
- Medicina general

### Facultat de Medicina Veterinària
Amb seu a Huambo, FMV reuneix els següents cursos:
- Medicina veterinària
  - Màster en Tecnologia dels Aliments

### Escola Politècnica de Biè
Amb seu a Kuito, ESPB reuneix els següents cursos d'educació superior:
- Comunicació social
- Comptabilitat i Administració
- Psicologia
- Infermeria
- Informàtica
- Recursos hídrics

### Escola Superior Politècnica de Moxico
Amb seu a Luena, l'ESPM reuneix els següents cursos tècnics i avançats:
- Informàtica
- Comptabilitat i Administració
- Infermeria
- Física docent
- Didàctica de la geografia
- Didàctica de les Matemàtiques
- Química docent
- Laboratori clínic

### Institut Politècnic Superior de Huambo
Amb seu a Huambo, ISPH reuneix els següents cursos tècnics i superiors:
- Arquitectura
- Construcció
- Electromedicina
- Infermeria
- Enginyeria Electrònica i Telecomunicacions
- Hidràulica
- Informàtica
- Laboratori clínic
- Mecànica